# Dennis Gabor
Dennis Gabor (Budapest, 5 giugno 1900 – Londra, 8 febbraio 1979) è stato un ingegnere, fisico e inventore ungherese naturalizzato britannico.
Nel 1971 ricevette il Premio Nobel per l'invenzione dell'olografia.

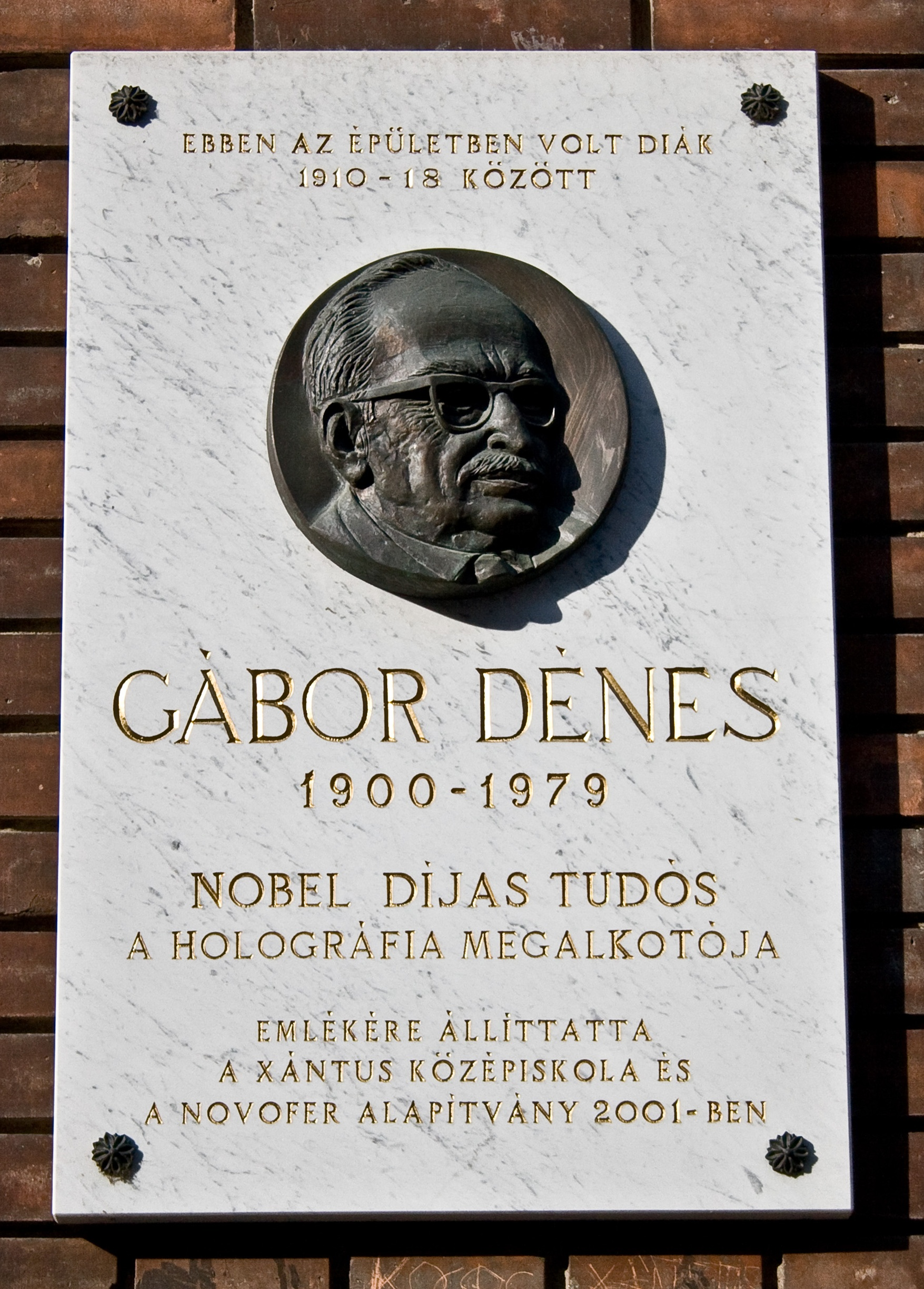
Placca commemorativa a Budapest

## Biografia
Prestò servizio militare nell'artiglieria nell'Imperial regio Esercito austro-ungarico sul fronte italiano durante la prima guerra mondiale. Iniziò gli studi all'Università di Tecnologia e di Economia di Budapest per poi trasferirsi in Germania; si laureò in ingegneria a Berlino nel 1927.
Conclusi gli studi, intraprese l'attività nel settore ricerche del gruppo industriale Siemens fino al 1933, quando, dopo l'avvento al potere di Adolf Hitler, essendo di famiglia ebraica, si trasferì in Gran Bretagna.
Nel dopoguerra si dedicò all'insegnamento presso l'Imperial College London.
Egli sviluppò il campo dell'ottica elettronica, proponendo e sviluppando la tecnica dell'olografia, che lo condusse a vincere il premio Nobel per la fisica.
Nel campo dell'elaborazione numerica dei segnali (o DSP, digital signal processing) sviluppò, come risultato dei suoi studi sul comportamento e l'udito, la teoria della sintesi granulare per la creazione di texture di suono.
Ha trascorso lunghi periodi in Italia, a Lavinio, in provincia di Roma, dove possedeva una casa.

## Opere in italiano
- Il paradiso artificiale della tecnologia, trad. di Quirino Caselli, Tamburini, Milano 1966
- Oltre l'età dello spreco (con Umberto Colombo), trad. di Carla Sborgi, Mondadori, Milano 1976